# Премія Американського інституту кіномистецтва (2014)
8 грудня 2014 року Американський інститут кіномистецтва оголосив 11 найкращих фільмів та 10 найкращих телевізійних програм за 2014 рік. Найкращих обирало журі з експертів інституту, до якого увійшли кінознавці, критики та артисти. Урочиста церемонія відбулась 9 січня 2015 року в Лос-Анджелесі. Це перший випадок в історії премії, коли до списку найкращих фільмів увійшли 11 стрічок. 

## 11 найкращих фільмів
- Американський снайпер / American Sniper
- Бердмен / Birdman
- Гра в імітацію / The Imitation Game
- Інтерстеллар / Interstellar
- Мисливець на лисиць / Foxcatcher
- Нескорений / Selma
- Одержимість / Whiplash
- Сельма / Selma
- Стерв'ятник / Nightcrawler
- У темному-темному лісі / Into the Woods
- Юність / Boyhood

## 10 найкращих телевізійних програм
- Американці / The Americans
- Божевільні / Mad Men
- Гра престолів / Game of Thrones
- Кремнієва долина / Silicon Valley
- Лікарня Нікербокер / The Knick
- Незаймана Джейн / Jane the Virgin
- Очевидне / Transparent
- Помаранчевий — хіт сезону / Orange is the New Black
- Фарго / Fargo
- Як уникнути покарання за вбивство / How to Get Away with Murder